# Blåhat (plante)
Blåhat (Knautia arvensis) er en 30-80 cm høj urt, der vokser på enge, overdrev og vejkanter.

## Beskrivelse
Blåhat er en flerårig, urteagtig plante med en opret og åben, forgrenet vækst. Stænglerne er runde i tværsnit og behårede. De bærer blade, som er modsat stillede og hele. De nederste er elliptiske og helrandede eller groft tandede, mens de øverste er smalt elliptiske og fjersnitdelte. Over- og undersiderne er ensartet grågrønne og behårede.
Blomstringen foregår i juni-august, hvor man finder blomsterne samlet i endestillede, flade stande. De enkelte blomster er uregelmæssige med skæve randblomster og næsten rørformede skiveblomster. Kronbladene er blålilla. Frugten er en nødagtig delfrugt med ét frø, der har et myrelegeme.
Rodnettet består af en lodret jordstængel, en dybtgående pælerod og grove trævlerødder.
Højde x bredde og årlig tilvækst: 0,80 x 0,50 m (80 x 50 cm/år).
Pollen fra blåhat søges af Blåhatjordbi, som kun kan leve i områder med blåhat.

## Voksested
Blåhat er udbredt i store dele af Asien og det meste af Europa, herunder også i Danmark, hvor den er almindelig. Den er knyttet til lysåbne voksesteder med veldrænet, tør bund og ringe kvælstofindhold. Man finder den derfor på tørre enge, skrænter og overdrev samt på vejskråninger og -kanter.
I Danmark defineres overdrev botanisk, dvs. ved hjælp af en karakteristisk vegetation. I den indgår arten sammen med bl.a. fløjlsgræs, gul evighedsblomst, gul snerre, knoldranunkel, markbynke, markkrageklo, prikbladet perikon og smalbladet høgeurt
- Foto: Sten Porse

| Portal | Portal:Botanik |

## Note
1. ↑  Blåhat (Knautia arvensis) - Naturbasen hentet 26. september 2020
2. ↑  Ege Lau Frandsen, Niels H. Jensen, Anita Veihe og Peter Frederiksen: Young dry grassland ecosystems in Denmark: development in soil nutrient pools and root characteristics (Webside ikke længere tilgængelig)